# Кам'яновугільні масла
Кам'яновугільні масла (рос. каменноугольные масла, англ. coke-oven coal oil, coal-tar; нім. Kohlenöle n pl — в'язкі рідини з фенольним запахом, жовтого або світло-коричневого кольору. Складні сполуки органічних речовин, одержаних при переробці кам'яновугільної смоли. Найбільше значення мають вбирне та антраценове масла. Можуть застосовуватися як реагенти при збагаченні вугілля (процес масляної агрегації, флотації). Мають добрі адгезійні властивості щодо вугільної речовини, що обумовлено наявністю компланарних структур, а також функціональних груп.